# Ithaca (City, New York)
Ithaca  (benannt nach der ionischen Insel Ithaka) ist eine City im Tompkins County im US-amerikanischen Bundesstaat New York. Laut Volkszählung 2020 betrug die Einwohnerzahl 32.108.

## Geographie
Ithaca liegt am Cayuga Lake (einem der Finger Lakes) im Zentrum des Bundesstaates New York, etwa 350 km von New York City entfernt. Die Landschaft ist bergig und von vielen Wasserfällen durchzogen, zum Beispiel den im Ort gelegenen Buttermilk Falls oder den außerhalb der Ortschaft liegenden Taughannock Falls.

## Bedeutung
Ithaca beheimatet die Cornell University mit vielen Forschungseinrichtungen, die eine große Zahl von Nobelpreisträgern hervorbrachte, und das Ithaca College. Die Gegend um Ithaca ist für ihren Weinanbau berühmt, auch Tourismus spielt wegen der schönen Landschaft und des für die Region ungewöhnlich reichen Kulturlebens eine gewisse Rolle.

## Söhne und Töchter der Stadt
- Charles P. Bush (1809–1857), Politiker
- William Mathewson Eddy (1818–1854), Vermessungsingenieur
- Hiram Walbridge (1821–1870), Jurist und Politiker
- John H. Gear (1825–1900), Politiker
- Lewis Hartsough (1828–1919), methodistischer Pastor und Liederdichter
- Alonzo B. Cornell (1832–1904), Politiker
- John H. Camp (1840–1892), Jurist und Politiker
- Eugene Schuyler (1840–1890), Schriftsteller, Forschungsreisender und Diplomat
- Walter S. Schuyler (1850–1932), Brigadegeneral der U.S. Army; Professor für Militärwissenschaft
- Grace Miller White (1868–1957), Jugendbuchautorin
- Walter Woodburn Hyde (1870–1966), Althistoriker
- Rowena Morse (1870–1958), Theologin, Philosophin und Kunsthistorikerin
- Louis Agassiz Fuertes (1874–1927), Ornithologe
- Bernard W. Kearney (1889–1976), Politiker
- Hugh Merle Elmendorf (1895–1933), Air-Force-Offizier
- Ray June (1895–1958), Kameramann
- Kenneth Stewart Cole (1900–1984), Biophysiker
- Oliver Strunk (1901–1980), Musikwissenschaftler und -pädagoge
- Henry Guerlac (1910–1985), Wissenschaftshistoriker
- Alfred Hayes (1910–1989), Bankier und Präsident der Federal Reserve Bank of New York
- Robert Richtmyer (1910–2003), Physiker und Mathematiker
- Anthony Morse (1911–1984), Mathematiker
- Alex Haley (1921–1992), Schriftsteller
- Charles P. Slichter (1924–2018), Festkörper-Physiker
- Brina Kessel (1925–2016), Ornithologin und Pädagogin
- Robert William Dickerman (1926–2015), Ornithologe
- Donald Caspar (1927–2021), Biophysiker und Kristallograph
- Paul Linford Richards (1934–2024), Astrophysiker
- Epiphanios Perialas (1935–2011), orthodoxer Erzbischof und Metropolit von Spanien und Portugal
- Alison Jolly (1937–2014), US-amerikanische Primatenforscherin
- Katy Payne (* 1937), Verhaltensforscherin und Bioakustikerin
- Bruce Heming (1939–2018), Entomologe und Evolutionsbiologe
- Andrew Thomas (* 1939), Komponist, Pianist und Dirigent
- Julius Eastman (1940–1990), Komponist der Minimal Music
- James H. Brown (* 1942), Biologe und Ökologe
- Tom Gage (1943–2010), Hammerwerfer
- William M. Brashear (1946–2000), Papyrologe
- Margaret Geller (* 1947), Astrophysikerin
- Denis Lorrain (* 1948), kanadisch-französischer Komponist und Musikpädagoge
- James Creel „Jim“ Marshall (* 1948), Politiker
- Pamela Sargent (* 1948), Science-Fiction-Schriftstellerin
- Max Maven (1950–2022), Zauberkünstler, Mentalist, Erfinder und Autor
- George Dyson (* 1953), Zukunftsforscher und Sachbuchautor
- Susan Kare (* 1954), Grafikdesignerin
- Tim Sale (1956–2022), Comiczeichner
- Michael Widom (* 1958), Physiker
- Charles C. Steidel (* 1962), Astronom
- David Foster Wallace (1962–2008), Schriftsteller
- Tim DeKay (* 1963), Schauspieler
- Frederic Chiu (* 1964), Pianist
- Shane Hurlbut (* 1964), Kameramann
- Mia Korf (* 1965), Schauspielerin
- Sharon Hammes-Schiffer (* 1966), Chemikerin, Hochschullehrerin
- Ruth I. Michler (1967–2000), in Amerika geborene Mathematikerin deutscher Abstammung
- Walter Palmer (* 1968), Basketballspieler
- Crawford Palmer (* 1970), Basketballspieler
- Anja Sturm (* 1970), Rechtsanwältin
- Nir Shaviv (* 1972), israelisch-US-amerikanischer Physiker
- Kareem Streete-Thompson (* 1973), Leichtathlet
- Brian Francis Slattery (* 1975), Science-Fiction-Autor
- Chelsea Blue (* 1976), Pornodarstellerin und Schauspielerin
- Caryn Davies (* 1982), Ruderin
- Dustin Brown (* 1984), Eishockeyspieler
- Asia Kate Dillon (* 1984), Schauspieler
- Brian Hastings (* 1988), Pokerspieler und Unternehmer
- Mark McCutcheon (* 1984), Eishockeyspieler
- Kyle Douglas Dake (* 1991), Ringer
- Suzana Žigante (* 1994), Fußballspielerin
- Jennifer Yu (* 2002), Schachspielerin